# 188139 Stanbridge
188139 Stanbridge è un asteroide della fascia principale. Scoperto nel 2002, presenta un'orbita caratterizzata da un semiasse maggiore pari a 3,0633012 au e da un'eccentricità di 0,0654495, inclinata di 5,28333° rispetto all'eclittica.